# مايكل لامر
مايكل لامر مواليد 25 مارس 1982 في زيورخ، سويسرا، هو لاعب كرة مضرب سويسري سابق بدأ مسيرته كمحترف سنة 2002 وكان يلعب باليد اليمنى، اعتزل اللعب في 2015. أعلى تصنيف له في الفردي كان المركز الـ 150 في سنة 2009. أعلى تصنيف له في الزوجي كان المركز الـ 213 في سنة 2009.

## روابط خارجية
- مايكل لامر على موقع رابطة محترفي التنس (الإنجليزية)
- مايكل لامر على موقع الاتحاد الدولي لكرة المضرب (الإنجليزية)
- مايكل لامر على موقع كأس ديفيز (الإنجليزية)
- مايكل لامر على موقع خلاصة التنس.كوم (الإنجليزية)
- مايكل لامر على موقع إي إس بي إن.كوم (الإنجليزية)